# Tung Yo Patera
La Tung Yo Patera è una struttura geologica della superficie di Io.